# Линьово (Івановська область)
Линьово (рос. Линёво) — присілок в Палехському районі Івановської області Російської Федерації.
Населення становить 22 особи. Входить до складу муніципального утворення Пановське сільське поселення.

## Історія
Від 2005 року входить до складу муніципального утворення Пановське сільське поселення.

## Населення
| 1859 | 1905 | 2010 |
| ---- | ---- | ---- |
| 89   | ↗197 | ↘22  |